# Meike Anlauff

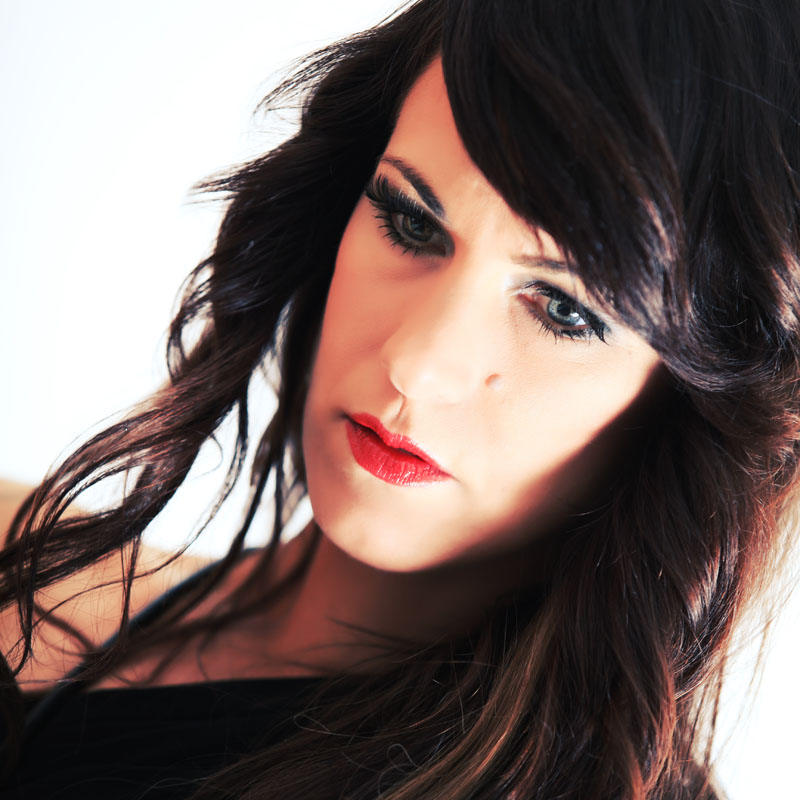
Meike Anlauff (2012)

Meike Anlauff (* 4. Mai 1979 in Simmern/Hunsrück) ist eine deutsche Rock- und Popsängerin. Sie ist sowohl in eigenen Projekten und Produktionen tätig als auch als festes Mitglied unterschiedlicher Bands. Darüber hinaus wird sie als Gastmusikerin für Fremdproduktionen gebucht. Die Bandbreite reicht von Live-Auftritten in Musicals, Konzerten, Galas, Shows und Festveranstaltungen bis zu Studioaufnahmen für professionelle Audio-Produktionen verschiedenster Künstler und Produzenten. Anlauff legte sich mit ihrem ersten Solo-Projekt den Künstlernamen Mayque zu, unter dem sie bis heute verschiedentlich tätig ist. Neben ihrer Arbeit als Sängerin arrangiert sie Chöre und Gesangsparts, komponiert und textet und unterrichtet an einem privaten Institut Gesang.

## Leben

### Anfänge
Anlauff entstammt als erstes von zwei Kindern einer musikalischen Familie. Bereits ab ihrem fünften Lebensjahr genoss sie eine intensive musikalische Früherziehung. Mit zehn Jahren begann für Anlauff die klassische Klavier- und Gesangsausbildung. Als Darstellerin in den drei Musicals Antonio, Tabaluga sowie Tabaluga und Lilli, die als Schulproduktionen des Gymnasiums Hermeskeil auf regionale Kleintourneen gingen, sammelte sie erste Bühnenerfahrung. Die Sängerin startete in der Folge ihre Karriere 1997 mit dem Bandprojekt Gimme 5, unter anderem mit dem Trierer Gitarristen Michael Brettner, mit dem sie bis heute regelmäßig gemeinsame Konzerte gibt, dem Bassisten Dominik Krämer, der auch bei den heavytones spielte, sowie ihrem Bruder David Anlauff als Schlagzeuger und Sascha Voll an den Keyboards. Im gleichen Jahr gewann sie den ersten Preis beim SR3-Gesangswettbewerb „Talente im Messestudio“ des Saarländischen Rundfunks, verzichtete jedoch auf den damit verbundenen Plattenvertrag für eine Schlagerproduktion.
Trotz zunehmender Beachtung widmete sich Anlauff ihrer stimmlichen Entwicklung und investierte innerhalb der folgenden fünf Jahre viel Zeit in ihre weitere Gesangsausbildung, besonders in den Bereichen Pop und Rock sowie Jazz, Blues, Funk und Soul. Es folgten mit zunehmender Regelmäßigkeit Live- und Studioproduktionen mit unterschiedlichen Künstlern.

### Mayque

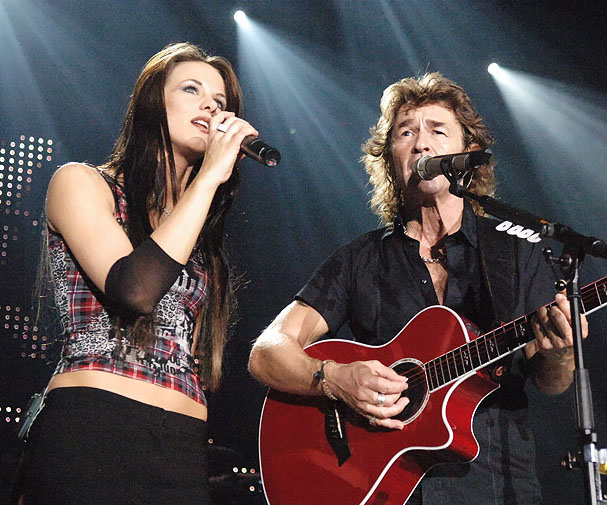
Mayque und Peter Maffay während der „Laut & Leise“-Tournee, Trier 2005

Eines ihrer Hauptprojekte hob Anlauff im Jahr 2005 unter ihrem zwischenzeitlich angenommenen Künstlernamen Mayque aus der Taufe, eine deutschsprachige Rockband bestehend aus vier Profimusikern, die bundesweit durch viele Konzerte, Veranstaltungen und TV-Auftritte bekannt wurde. Zwischen 2005 und 2008 wurden in dieser Formation das Debüt-Album Reife Zeit mit ausschließlich eigenen Kompositionen, sowie zwei Singles und eine EP produziert.
Im selben Jahr trat Mayque in der Jubiläumssendung 40 Jahre Beatclub auf, wo Peter Maffay auf sie aufmerksam wurde. Nachdem Anlauff ihm ihre kurz vor der Veröffentlichung stehende Single-Version seines eigenen Titels „Tiefer“ überreicht hatte, lud Maffay sie kurzerhand als „Special Guest“ auf seine Laut und Leise-Hallentournee mit 21 Großkonzerten ein. Die Zusammenarbeit war ein beeindruckender Erfolg, eine daraus entstandene Live-DVD bescherte ihr eine Goldene Schallplatte und machte dieses Engagement zu einem Meilenstein ihrer Karriere.
Zudem engagierte sie sich an der Seite von Musikern wie Maffay, Udo Lindenberg und anderen mit Benefiz-Auftritten für die United Kids Foundation und die Tabaluga Stiftung.

### Showbands, Galas und Musicals
Ein weiterer Schwerpunkt ihrer musikalischen Tätigkeit ist die Zusammenarbeit mit dem deutschen Musiker und Komponisten Thomas Schwab, dessen Band Anlauff seit 2003 angehört. Seitdem ist sie hauptamtliche Sängerin in seiner Produktion Christmas Moments, einer der größten und erfolgreichsten Weihnachts-Shows Deutschlands, die jedes Jahr zur Vorweihnachtszeit in vielen Städten bundesweit live aufgeführt wird. Zudem übernahm sie 2004 eine Hauptrolle in Schwabs Musical Flori – und Träume werden Wirklichkeit.
Seit 2003 schlüpfte Anlauff des Öfteren vertretungsweise in die Rolle der Backup- und Duett-Sängerin bei der deutschen Tribute-Band Still Collins, wo sie von 2009 bis 2015 festes Mitglied war. Des Weiteren sang sie mehrere Jahre bei den Gruppen Brass Machine und Vampire.
Neben den genannten Projekten ist Anlauff Mitglied der Show- und Coverbands Decoy und Celebration. Sie bestehen aus professionellen Musikern, sind bundesweit gefragte Live-Acts für Konzert-, Gala- oder Firmenveranstaltungen und standen bereits mit Künstlern wie Melanie C, Clueso und Silbermond auf einer Bühne. Gast-Engagements nimmt sie zudem bei Frank Rohles und die Roxxbusters wahr, einer professionellen und bundesweit tätigen Event- und Showband.

### Weitere Stationen
2009 erhielt Anlauff ein Feature in dem Alexander-Kern-Film Land ohne Namen, eine Hommage an die Region der Saar und ihre Künstler, der als Filmbeitrag beim Max-Ophüls-Filmfestival aufgeführt wurde.
Anlauff ist mit weit über 100 Auftritten und Engagements pro Jahr eine etablierte Live- und Studiosängerin, die bundesweit tätig ist und auch für Werbejingles und professionelle Firmen- und Unternehmensproduktionen gebucht wird, so zum Beispiel von Volkswagen AG, Commerzbank, Union Investment oder dem WDR. Seit 2011 arbeitet sie zudem als Dozentin für Gesang an der Thomas-Schwab-Musikschule in Mülheim (Mosel).

## Diskografie
Auszugsweise Tonträgerproduktionen, an denen Meike Anlauff mitgewirkt hat:
- 2002 – Final Chapter „The Wizard Queens“ Choirs of Dawn
- 2003 – Christmas Moments „Live 2003“ (CD und DVD)
- 2004 – Brassmachine „Live in Paris“ (CD)
- 2004 – Musical „Performance One“ (CD und DVD)
- 2005 – Mayque „Tiefer“ (EP)
- 2005 – Five of Ten „All I need to know“ (Maxi-Single-CD)
- 2006 – Thomas Schwab Band „Herztöne“ (CD)
- 2006 – Peter Maffay „Laut und Leise“ (Live-DVD)
- 2007 – Mayque „Reife Zeit“ (CD)
- 2007 – Mayque „Jeden Tag“ (Single)
- 2007 – Christmas Moments „Best of Christmas Moments“ (CD)
- 2007 – Pertaining to the Arts „Chilly Season“ (CD)[17]
- 2008 – A secret sense „A Piano Solo“ (CD)[18]
- 2008 – Mayque „Zeichen der Zeit“ (Single)
- 2009 – A secret sense „Melancholique“ (CD)
- 2009 – Christmas Moments „Dezemberlieder“ (CD)
- 2010 – Christmas Moments „Traum von Bethlehem“ (Single und Video)
- 2011 – Herr Markus und die Veteranen „Sommer“ (Single)
- 2012 – Patricia Kelly „Blessed Christmas“
- 2012 – Casa Musica – Premium Standard Ballroom Glamour „Jerusalem of Gold“

## Auszeichnungen
- 1997 – 1. Preis beim Gesangswettbewerb „Talente im Messestudio“ des Saarländischen Rundfunks - SR3